# Ляуданская, Елизавета Владимировна
Елизавета Владимировна Ляуданская (Толчан-Ляуданская; 1896—1940, Москва) — драматическая актриса, художник, педагог.
Жена народного артиста СССР Иосифа Моисеевича Толчанова.
В 1916—1919 гг. занималась в театральной студии под руководством Б. Е. Вахтангова; в 1921 году она вновь вернулась в студию. В 1920-е годы вместе с мужем работала в 3-й студии МХАТ. В 1926 году студия приобрела статус театра. Е. Ляудянская стала актрисой театра, где проработала до конца жизни (1921—1940). С 1922 г. — член Художественного совета театра, который возглавлял театр сразу по смерти Е. Вахтангова.
Среди ролей:
- 1921 — «Свадьба» Антон Чехов. Режиссёр: Е.Б.Вахтангов — Змеюкина
- 1922 — «Принцесса Турандот» Карло Гоцци. Режиссёр: Е.Б.Вахтангов — Скирина
- 1925 — «Виринея» Л. Н. Сейфуллиной. Режиссёр: А. Д. Попов — Мокеиха
- 1927 — «Партия честных людей» («Женитьба Труадека») Ж. Ромена. Режиссёр: И.М. Толчанов — м-ль Роллан
- 1927 — «Разлом» Б. Лавренёва. Режиссёр: А. Д. Попов — Софья Петровна
- 20 января 1930 г. — «Коварство и любовь» Ф. Шиллера. Режиссёры: Павел Антокольский, Осип Басов, Борис Захава — жена Миллера
- 1930 — «Темп» Погодина. Режиссёры: Басов, Миронов, Орочко, Щукин
- 1933 — «Достигаев и другие» М.Горького. Режиссёр: Захава
- 1934 — «Человеческая комедия» по Бальзаку. Режиссёры: А.Д.Козловский, Б.В.Щукин

## В кино
- 1936 — Гобсек — Виржини